# Sergio Pacheco Otero
Sergio Pacheco Otero (* 10. November 1934) ist ein ehemaliger mexikanischer Fußballspieler auf der Position eines rechten Außenläufers.

## Laufbahn
In der Saison 1956/57 gewann er mit seinem Verein Deportivo Guadalajara zum ersten Mal in dessen Vereinsgeschichte den Meistertitel der mexikanischen Fußballliga und bestritt in dieser Spielzeit zwei Einsätze für die Rojiblancos. Im selben Jahr folgte dann noch der Gewinn des Supercups.

## Erfolge
- Mexikanischer Meister: 1956/57
- Mexikanischer Supercup: 1957